# Kommunaler Versorgungsverband Baden-Württemberg
Der Kommunale Versorgungsverband Baden-Württemberg (KVBW) ist als Versorgungskasse eine Körperschaft des öffentlichen Rechts mit Hauptsitz in Karlsruhe und einer Zweigstelle in Stuttgart. Der räumliche Geschäftskreis des KVBW umfasst das Land Baden-Württemberg und untersteht als nachgeordnete Dienststelle dem baden-württembergischen Innenministerium.

## Aufgaben
Hauptaufgabe des KVBW ist die Gewährung von Versorgungsbezügen nach beamtenrechtlichen Vorschriften an seine Angehörigen (Beamte und bestimmte Angestellte der Mitglieder). Der KVBW gleicht damit die seinen Mitgliedern (Gemeinden, Landkreise u. a.) durch die Versorgung von Beschäftigten entstehenden Lasten aus. Weitere Pflichtaufgaben sind die Gewährung der Beihilfen in Geburts-, Krankheits-, Pflege- und Todesfällen an die Versorgungsempfänger sowie die Durchführung der Nachversicherung für ausscheidende Angehörige, Beamte auf Widerruf im Vorbereitungsdienst und vergleichbare dienstordnungsmäßige Angestellte.
Hinzu kommt die Gewährung von Beihilfen in Geburts-, Krankheits-, Pflege- und Todesfällen an die Versorgungsempfänger sowie die Durchführung der Nachversicherung für ausscheidende Angehörige einschließlich der Beamten auf Widerruf im Vorbereitungsdienst und vergleichbaren dienstordnungsmäßigen Angestellten. Darüber hinaus nimmt der KVBW die Erstattung von Bezügen bei längerer Arbeitsunfähigkeit wahr und – auf Antrag der Mitglieder – die Gewährung von Beihilfen in Geburts-, Krankheits-, Pflege- und Todesfällen an deren Beschäftigte.
Seit 2006 bietet der KVBW mit dem Geschäftsfeld „Kommunaler Personalservice“ (KPS) seinen Mitgliedern die Erledigung aller bei einer Lohnbuchhaltung typischerweise anfallenden Arbeiten an. Seit der Zulassung als Landesfamilienkasse im Mai 2008 wird den Mitgliedern neben der Bezüge- und Entgeltabrechnung auch die Bearbeitung der Kindergeldangelegenheiten angeboten. Darüber hinaus wurde das Portfolio im Jahr 2018 um das Angebot der Übernahme von Reisekostenabrechnungen erweitert.

## Zusatzversorgung
Dem KVBW ist die KVBW Zusatzversorgung (vormals „ZVK des KVBW“) als rechtlich unselbstständige Einrichtung angeschlossen. Sie wird als Sonderkasse des KVBW geführt und hat die Aufgabe, den Beschäftigten ihrer Mitglieder eine zusätzliche Alters-, Erwerbsminderungs- und Hinterbliebenenversorgung zu gewähren. Das Kassenvermögen der Zusatzversorgungseinrichtung wird als Sondervermögen getrennt von dem sonstigen Vermögen des Kommunalen Versorgungsverbands verwaltet. Das Vermögen haftet nicht für dessen Verbindlichkeiten.
Außerdem bietet sie mit der Freiwilligen Versicherung eine Möglichkeit, um zusätzlich fürs Alter vorzusorgen.

## Mitgliedschaften
Der KVBW gehört dem Kommunalen Arbeitgeberverband Baden-Württemberg als Mitglied an. Der KVBW mit seinem Geschäftsbereich Zusatzversorgung ist Mitglied der Arbeitsgemeinschaft kommunale und kirchliche Altersversorgung e.V. (AKA), dem Bundesverband der kommunalen und kirchlichen Versorgungs- und Zusatzversorgungskassen. Direktor Frank Reimold gehört als stellvertretender Vorsitzender dem Vorstand an.